# 篠原麻美
篠原 麻美（しのはら あさみ、1981年5月5日 - ）は、日本の元AV女優。趣味はバスケットボール。
北海道出身。17歳の時に中学校の同級生と初体験をした。2001年9月に北海道でスカウトされ、その年パラダイステレビのパラダイスガールに選ばれた。その後同局の『朝からガチンコ勝負～エロバト2002』にレギュラー出演した。2002年2月23日の『うれしい予感』でAVデビューしている。

## 出演作品
- うれしい予感（2002年2月23日、トライハート）
- 危険なフェロモン（2002年3月24日、トライハート）

## テレビ
- パラダイスTV『朝からガチンコ勝負～エロバト2002』[1]